# つかのこし古墳
つかのこし古墳（つかのこしこふん）は、埼玉県さいたま市岩槻区にあった古墳。岩槻台地北部に造営された。現在古墳の所在を示す遺構は全く存在しない。大正時代、大学生などにより発掘が行われ、大刀3、小刀1、耳環2、鉄鏃6、須恵器が発見された。遺物は同地の満蔵寺に保管された。耳環を除く遺物は現在さいたま市教育委員会に保管されている。